# Phillip Bardsley
Phillip Anthony Bardsley (ur. 28 czerwca 1985 w Salford) – angielski piłkarz który występował na pozycji obrońcy. W swojej karierze najwięcej występów zaliczył dla angielskiego klubu Sunderland.  
Kilkunastokrotny reprezentant Szkocji. Łącznie wystąpił w 303 meczach w Premier League

## Życiorys
W roku 1994 Bardsley rozpoczął grę w juniorskim zespole Manchesteru United. Do pierwszej kadry włączony został dziewięć lat później. W czasie pięcioletniego pobytu w tym zespole wystąpił w ośmiu spotkaniach Premier League. W tym czasie był również wypożyczany do: Royal Antwerp, Burnley, Rangers, Aston Villii oraz Sheffield United. W roku 2008 Anglik podpisał kontrakt z Sunderlandem. 1 lipca 2014 roku został zawodnikiem Stoke City.
1 lipca 2023 zakończył piłkarską karierę

## Sukcesy

### Manchester United
- Puchar Anglii: 2004
- Carabao Cup: 2006
- Superpuchar Anglii: 2008
- Uczestnik Ligi Mistrzów: 2005/06